# Jan Radomyski
Jan Radomyski herbu Rogala (zm. przed 11 grudnia 1733 roku) – podwojewodzi biecki w 1732 roku, towarzysz znaku husarskiego koniuszego koronnego.